# (6335) Nicolerappaport
(6335) Nicolerappaport est un astéroïde de la ceinture principale.

## Description
(6335) Nicolerappaport est un astéroïde de la ceinture principale. Il fut découvert le 5 juillet 1992 à l'observatoire Palomar par Eleanor Francis Helin et Jeff Alu. Il présente une orbite caractérisée par un demi-grand axe de 2,64 UA, une excentricité de 0,15 et une inclinaison de 13,9° par rapport à l'écliptique.

## Compléments